# نيكولا دينيس
نيكولا دينيس (بالفرنسية: Nicolas Denys)‏ هو مستكشف فرنسي، ولد في 1598 في تور في فرنسا، وتوفي في 1688.